# コムンゴ

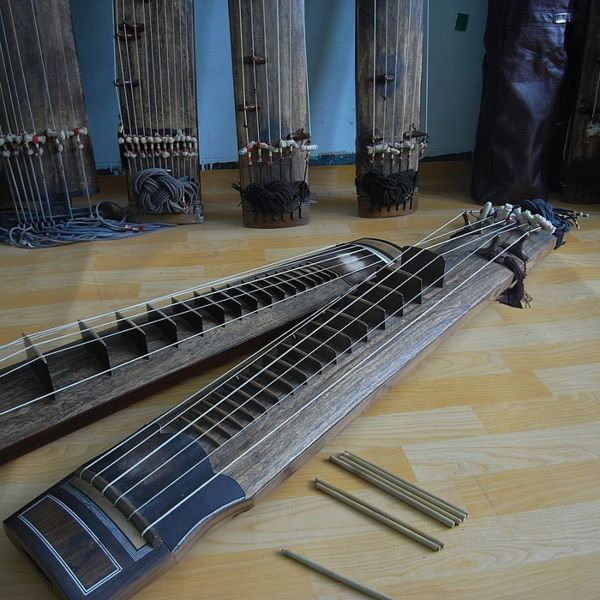
コムンゴ

コムンゴ（거문고）は、朝鮮の伝統楽器で、玄琴、玄鶴琴ともいう。琴の一種で、弦は6本ある。左手で弦を押え、右手で持ったスㇽテ（술대）という棒で弦を弾いて演奏するため、素手の指を使う伽耶琴よりも荒々しい音を出すことができる。『三国史記』には、高句麗時代に王山岳（高句麗に帰化していた中国人）が、中国の琴を改造して発明したと記されている。
前面は桐、裏面は栗の木を使い、全長140cmほどで弦は絹糸になっており、スㇽテがあたる部分には皮（玳瑁）が敷かれている。16個の棵と3個の雁足がある。6本の弦は奏者から遠い方から順に、文弦、遊弦、大弦、棵上清、棵下清、武弦と呼び、大弦、文弦、武弦、棵上清、棵下清、遊弦の順にだんだんと細くなる。